# Libro dei riti
Il Libro dei riti (zh. 禮記T, 礼记S, LǐjìP) è uno dei Cinque Classici del canone confuciano. Descrive le forme sociali, i riti antichi e le cerimonie di corte della dinastia Zhou. Fa parte dei Tre Riti.

## I Tre Riti
I Tre Riti (cinese tradizionale: 禮經; cinese semplificato: 礼经 ; pinyin: Lǐjīng) sono documenti, scritti sotto la dinastia Zhou, contenenti i riti e l'organizzazione sociale, amministrativa e politica. Secondo la tradizione, la raccolta fu compilata e commentata da Confucio o dai suoi discepoli diretti.
Sotto la dinastia Han occidentale questi testi andarono in gran parte perduti. Solo tre opere furono parzialmente ricostruite a partire da frammenti, da versioni orali e da redazioni apocrife: lo Zhouli (周禮), lo Yili (儀禮) e il Liji (禮記). Il termine Lijing, che dovrebbe indicare l'insieme dei tre testi, fa spesso riferimento al Liji o Libro dei riti.

### Riti degli Zhou
Lo Zhouli (周禮 Riti degli Zhou) fu noto fino alla dinastia Tang col nome di Zhouguan (周官, funzionari degli Zhou): si tratta infatti di una lista di funzioni ufficiali ripartite in 6 categorie, che ispirarono la suddivisione in 6 ministeri dell'amministrazione imperiale.

La sopravvivenza di questo testo sarebbe dovuta a Liu Xian, principe di Hejian (河間王), parente di Wudi, collezionista di testi antichi. Venuto in possesso di una versione mancante del capitolo 6, egli offrì invano una lauta ricompensa per il capitolo mancante.

Come tutti i documenti trasmessi dal principe all'imperatore, fu archiviato nella biblioteca reale e dimenticato, fino al momento in cui Liu Xin (劉歆) riprese il lavoro di bibliografo di suo padre Xiang (劉向) (9 a.C.).
La descrizione dell'amministrazione Zhou è piuttosto idealizzata che reale. Il curatore Liu Xin era al servizio di Wang Mang, il cui governo pretendeva di tornare all'età d'oro della prima dinastia Zhou e si ispirava quindi alle descrizioni dei trattati dell'epoca. A partire dalla dinastia Han orientale si sospettò quindi che lo Zhouguan fosse un falso commissionato dall'usurpatore.

Attualmente, gli studiosi sono orientati a credere che i documenti siano stati redatti verso la fine del Periodo dei regni combattenti, con interpolazioni della dinastia Han, o che si tratti di un falso di Liu Xin (inizio dell'era cristiana).

### Riti cerimoniali
Lo Yili (儀禮 riti cerimoniali) è una descrizione dell'etichetta e dei rituali seguiti dalla piccola aristocrazia della dinastia Zhou in occasione di avvenimenti privati (matrimoni ecc.) e pubblici. Fu il primo fra i libri dei riti ad essere ricostruito, verso il 180 a.C. dalle memorie del letterato Gao Tang, che ne produsse 17 capitoli. Alcuni frammenti che confermavano la sua versione furono rinvenuti alla fine del II secolo a.C. nella dimora ancestrale della famiglia di Confucio.

Considerato autentico prima della dinastia Qin, era conosciuto all'epoca della dinastia Han come Ligujing (禮古經, antico classico dei riti). Fu commentato dagli specialisti della letteratura rituale Hou Cang (后倉), Dai De (戴德) e Dai Sheng (戴聖), ma delle versioni commentate ci è pervenuta soltanto quella del bibliografo Liu Xiang.

## Il Libro dei riti
Il Liji (禮記) o Libro dei riti, considerato dai letterati confuciani come uno sviluppo dello Yili, offre un contenuto molto più vario rispetto agli altri due trattati (aneddoti, discorsi, dialoghi, descrizioni). Alcune parti si ritrovano nello Xunzi e nel Huainanzi. 
Composto in origine di 131 capitoli, proverrebbe, secondo il primo curatore, il bibliografo Liu Xiang, dalla collezione di testi antichi raccolta dal principe di Heijian sotto l'imperatore Han Wudi. La compilazione del libro fu attribuita a Confucio o ai suoi discepoli.
I grandi commentatori di rituali Dai De e Dai Sheng ne produssero due versioni condensate e commentate, il Dadai liji (Liji del grande Dai) (大戴禮記) in 85 capitoli, e lo Xiaodai Liji (Liji del piccolo Dai) (小戴禮記) in 46 capitoli. La seconda versione fu subito preferita, e il Dadai andò perduto dopo la dinastia Tang.
Il Libro dei riti include il Classico della Musica (capitolo 19), una versione ridotta dell'originale che è andato perduto. Nel 1993, un capitolo del libro risalente al 300 a.C. è stato rinvenuto in una tomba di Guodian, Hubei.
Nel libro sono compresi anche due capitoli, Il grande studio (大學, 大学, Dàxué) -- capitolo 42—e Il giusto mezzo (中庸 Zhōngyōng) -- capitolo 31—compilati da uno dei discepoli di Confucio. Entrambi questi libri fanno parte dei Quattro Libri del canone confuciano.